# ديف إل. بيرس
ديف إل. بيرس (بالإنجليزية: Dave L. Pearce) هو شخصية أعمال وفلاح وسياسي أمريكي، ولد في 8 سبتمبر 1905 في مقاطعة كليبورن في الولايات المتحدة، وتوفي في 28 مايو 1984. حزبياً، نشط في الحزب الديمقراطي. وقد انتخب عضو مجلس نواب لويزيانا.